# Martin Wiberg
Martin Wiberg, född 4 september 1826 i Viby, Skåne, död 29 december 1905 i Stockholm, var en svensk mekaniker och uppfinnare. 

## Biografi
Wiberg blev student vid Lunds universitet 1845 och filosofie magister där 1850. En av hans mer kända uppfinningar var en räknemaskin som han räknade ut och tryckte logaritmtabeller med (1875). Maskinen var en differensmaskin och använde samma principer som utformats av Charles Babbage och Georg Scheutz. Wibergs maskin rönte intresse internationellt och tabellerna utgavs på tyska, franska och engelska. Maskinen som var i samma storlek som en symaskin, vägde cirka 15 kilo och var gjord av mässing och järn. Den finns numera på Tekniska museet i Stockholm.

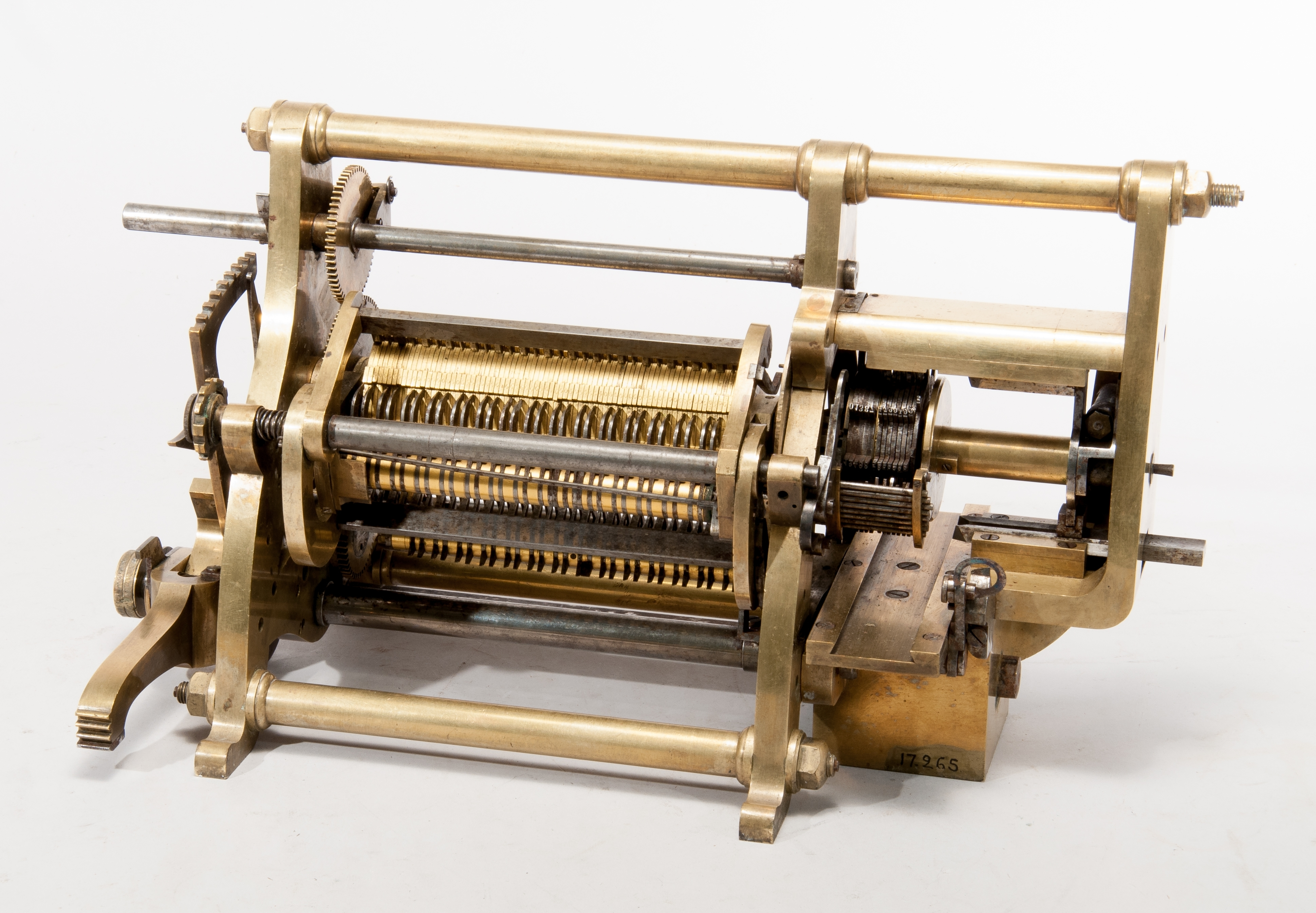
Martin Wibergs differensmaskin.

Han uppfann även en kupéuppvärmningsapparat som användes på flera svenska järnvägar; en kontrollapparat för bestämmande av tåghastigheten på järnvägar; självtömmande, mekaniska brevlådor; en så kallad bottenhuggare för upphämtning av djur och växter från havsbottnen, som prisbelönades vid världsutställningen i Philadelphia 1876; maskiner för tillverkning av tändsticksaskar, som var de första i sitt slag och som användes även utomlands; så kallade remisskistor, använda vid statens järnvägar; en gräddsättare; en separator; en kaffe-extraheringsapparat; en kontrollapparat för uppmätning av vätskor; en sättmaskin, som hade avsevärda fördelar framför dåtida sådana (till följd av ekonomiska svårigheter gick uppfinningen om intet), och ett bakladdningsgevär, som var försett med automatiskt slutstycke och vars låsmekanism mycket lätt kunde tas isär. Den ansågs dock vara alltför snabbskjutande och därigenom orsaka ammunitionsslöseri. 
1896 erhöll Wiberg patent på ett "spektralinstrument", utrustat med klaviatur så att vid anslag av olika tangenter olikfärgade ljusstrålar skulle kunna framkallas och därigenom "åstadkoms ett färgspel som, alltefter färgernas växlande, framkallar olika intryck på ögat och olika fysiologiska verkningar på de föremål, som därav påverkas". Tangenterna stod i förbindelse med "färgade skivor av glas eller annat genomskinligt ämne", genom vilka ljuset från en utanför instrumentet befintlig ljuskälla växelvis och efter "den spelandes" önskan kastades. Wiberg ansåg att ljusets inverkan på synsinnet under vissa omständigheter borde kunna åstadkomma lika behagliga sensationer som luftdallringarna, omsatta till toner, verkar på hörseln. I akt och mening att åstadkomma en "färgtonsopera" ägnade sig Wiberg åt uppfinningen, vars fullbordande omintetgjordes genom Alfred Nobels död. Denne lär ha varit villig att bistå med nödvändigt kapital. 
1896 fick Wiberg även patent på en "anordning för separering av olika tunga vätskepartiklar" och på en "automatisk smörkärna", 1901 patent på "sätt att behandla torv för att öka dess användbarhet som bränsle" samt 1903 ett patent avseende "luftmaskin" ("En långsträckt låda med skarpt tillspetsad framdel framdrives medelst explosioner, vilka av en lättantändlig vätska alstras i explosionskamrar") samt ett på "explosionsturbin". 
Wiberg sysslade även med försök att bota sjukdomar med ljus, men fick upphöra med det på grund av brist på pengar och på grund av det motstånd han såsom icke medicinsk fackman mötte. I likhet med ett stort antal andra uppfinnare var Wiberg fullkomligt i avsaknad av affärssinne och förmåga att göra sina idéer lönsamma för honom själv.